# Michael Harrison
Michael Harrison (* 1958) je americký klavírista a hudební skladatel.
Narodil se v Bryn Mawr v Pensylvánii a od šesti let vyrůstal v Oregonu, kde jeho otec působil na univerzitě jako profesor matematiky. Koncem sedmdesátých let se usadil v New Yorku a studoval u La Monte Younga a Pandita Prana Natha. Působil mj. jako výhradní ladič Youngova klavíru pro hraní rozsáhlé skladby The Well-Tuned Piano, a později jediný klavírista, kterému dal skladatel právo dílo hrát. Toto dílo mělo značný vliv na jeho vlastní tvorbu. Jeho nejznámější skladbou je Revelation z roku 2001. Mezi jeho další díla patří In Flight (1987), Just Ancient Loops (2012), Just Constellations (2015) a Seven Sacred Names (2021).
Kromě aktivního hraní a skládání se věnuje přestavbě klavírů; vytvořil tzv. harmonické piáno, vybavené dvěma sadami strun (oproti standardní jedné), což umožňuje hrát dvojnásobný počet not za použití základní klávesnice. Je nositelem Guggenheimova stipendia za rok 2018.